# 犁头鳅
犁头鳅（学名：Lepturichthys fimbriata）为平鳍鳅科犁头鳅属的鱼类。在中国，分布于金沙江水系等。该物种的模式产地在湖北宜昌。

## 扩展阅读
維基物種上的相關：犁头鳅